# قائمة مراكز محافظة سوهاج

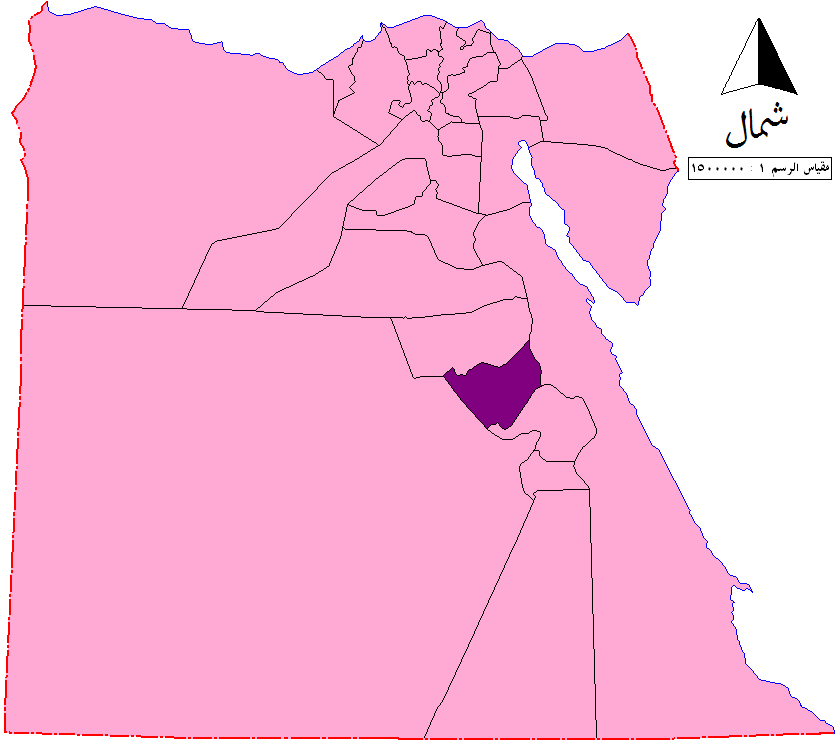
محافظة سوهاج

مراكز محافظة سوهاج أو المراكز الإدارية بمحافظة سوهاج، هي وحدات إدارية من المستوى الثاني في جمهورية مصر العربية، وهي الوحدات التي تضم تجمعات سكانيّة حضرية وريفيّة معاً أو تجمعات سكانية ريفيّة فقط. وتضم محافظة سوهاج 12 مركزاً بمجموع يبلغ 5,783,044 نسمة (عام 2024).
وتضم المحافظة حوالى 268 قرية و11 مدينة رئيسية واثنان من المدن الجديدة (أخميم الجديدة وسوهاج الجديدة) و6 أقسام مقسمين على عدد مراكز المحافظة، ويعد مركز طما أكبر مراكز المحافظة في عدد القرى إذ يبلغ عدد القرى المركز 34 قرية يليه مركز البلينا بعدد 33 قرية.
اما في عدد السكان فكان مركز سوهاج هو أكبر مراكز المحافظة في عدد السكان حيث بلغ 619,854 نسمة ثم مركز البلينا بمجموع 607,128 نسمة وفي المركز الثالث مركز جرجا بمجموع 508,984 نسمة وذلك في تقدير 2024.

## القائمة
تضم محافظة سوهاج 12 مركز.
| م  | المركز          | القاعدة الإدارية    | مدن   | أحياء | القرى | السكان (2024) | خريطة |
| -- | --------------- | ------------------- | ----- | ----- | ----- | ------------- | ----- |
| 1  | مركز سوهاج      | مدينة سوهاج         | 2     | 3     | 28    | 619,854 نسمة  |       |
| 2  | مركز أخميم      | مدينة أخميم         | 2     | ـــــ | 14    | 508,984 نسمة  |       |
| 3  | مركز البلينا    | مدينة البلينا       | 1     | ـــــ | 29    | 607,128 نسمة  |       |
| 4  | مركز المراغة    | مدينة المراغة       | 1     | ـــــ | 23    | 455,893 نسمة  |       |
| 5  | مركز المنشأة    | مدينة المنشأة       | 1     | ـــــ | 25    | 467,695 نسمة  |       |
| 6  | مركز دار السلام | مدينة دار السلام    | 1     | ـــــ | 19    | 475,648 نسمة  |       |
| 7  | مركز جرجا       | مدينة جرجا          | 1     | ـــــ | 26    | 383,116 نسمة  |       |
| 8  | مركز جهينة      | مدينة جهينة الغربية | 1     | ـــــ | 14    | 315,825 نسمة  |       |
| 9  | مركز ساقلته     | مدينة ساقلته        | 1     | ـــــ | 14    | 239,966 نسمة  |       |
| 10 | مركز طما        | مدينة طما           | 1     | ـــــ | 34    | 496,641 نسمة  |       |
| 11 | مركز طهطا       | مدينة طهطا          | 1     | ـــــ | 28    | 334,028 نسمة  |       |
| 12 | مركز العسيرات   | قرية أولاد حمزة     | ـــــ | ـــــ | 10    | 226,216 نسمة  |       |

## روابط خارجية
الموقع الرسمي لمحافظة سوهاج